# Troć jeziorowa
Troć jeziorowa, troć jeziorna (Salmo trutta m. lacustris) – ryba z rodziny łososiowatych (Salmonidae), należąca do gatunku Salmo trutta – ekologiczna forma troci atlantyckiej (S. t. trutta).

## Występowanie
Europa, głównie Alpy, Wyspy Brytyjskie, Karpaty. Żyje w czystych, dobrze natlenionych i zimnych jeziorach oraz zbiornikach zaporowych. W Polsce występuje w niektórych jeziorach na Mazurach i Pomorzu oraz w górach (Jezioro Solińskie).

## Opis
Osiąga bardzo różne rozmiary w zależności od miejsca występowania. W niektórych jeziorach dorasta do 5 kg, w innych osiąga 30 kg i 1,5 m długości. Szczególnie duże rozmiary osiąga w Alpach. Ubarwienie jest srebrne z licznymi czarnymi plamkami na bokach, grzbiecie i głowie.

## Rozmnażanie
Dojrzałość płciową osiąga w 3–7 roku życia (w zależności od jeziora). Na tarło wstępuje do rzek wpadających do jeziora, w którym występuje, w niektórych jeziorach trze się bezpośrednio na dnie w miejscach, gdzie podziemne źródła zapewniają stały przepływ wody. Tarło odbywa się od września do grudnia. Młode trocie spędzają w rzece 1–3 lata, po czym spływają do jeziora, gdzie początkowo przebywają w górnych warstwach wody, a później schodzą głębiej.

## Ochrona w Polsce
Na terenie Polski obowiązuje wymiar ochronny dla troci jeziorowej. Wynosi on 50 cm.